# Laglaizia calliptera
Laglaizia calliptera är en tvåvingeart som beskrevs av Jacques-Marie-Frangile Bigot 1878. Laglaizia calliptera ingår i släktet Laglaizia och familjen bredmunsflugor. Inga underarter finns listade i Catalogue of Life.